# Carcinoma de cèl·lules renals
El carcinoma de cèl·lules renals (CCR) és un càncer de ronyó que s'origina en el revestiment del túbul contort proximal, una part dels tubs molt petits del ronyó que transporten l'orina primària. El CCR és el tipus de càncer de ronyó més freqüent en adults, responsable d'aproximadament el 90-95% dels casos. L'aparició de CCR mostra un predomini masculí sobre les dones amb una proporció d'1,5:1. El CCR es produeix amb més freqüència entre la sisena i la setena dècada de vida.
El tractament inicial sol ser l'eliminació parcial o completa dels ronyons afectats. Quan el càncer no s'ha fet metàstasi (s'ha estès a altres òrgans) ni s'ha estès més profundament en els teixits del ronyó, la taxa de supervivència a cinc anys és del 65-90%, però es redueix considerablement quan el càncer s'ha estès.
Sovint les persones amb CCR presenten la malaltia ja avançada en el moment en què es descobreix. Els símptomes i signes inicials de CCR sovint inclouen sang a l'orina (que es produeix en un 40% de les persones afectades en el moment en què sol·licita atenció mèdica per primera vegada), dolor al flanc (40%), una massa a l'abdomen o al flanc (25%), pèrdua de pes (33%), febre (20%), hipertensió arterial (20%), suors nocturnes i generalment malestar. Quan es produeix metàstasi del CCR, s'estén més comunament als ganglis limfàtics, als pulmons, al fetge, a les glàndules suprarenals, al cervell o als ossos. La immunoteràpia i la teràpia dirigida han millorat les perspectives del CCR metastàtic.
El CCR també s'associa amb una sèrie de síndromes paraneoplàstiques (SPN) que són afeccions causades per les hormones produïdes pel tumor o per l'atac del cos al tumor i que són presents en aproximadament el 20% de les persones amb CCR. Aquestes síndromes afecten amb més freqüència els teixits que no han estat envaïts pel càncer. Les SPN més freqüents observades en persones amb CCR són: nivells elevats de calci a la sang, alt nombre de glòbuls vermells, alt nombre de plaquetes i amiloïdosi secundària.